# Brodie Talbot
Pour les articles homonymes, voir Talbot (homonymie).
Brodie Talbot, né le 13 février 1989 à Figtree (en), est un coureur cycliste australien.

## Palmarès
- 2010
  - 3e de la Baw Baw Classic
- 2012
  - 1re étape du Tour de Toowoomba
- 2013
  - 3e du National Capital Tour
  - 3e du Tour de Tasmanie
- 2014
  - Classement général de l'Adelaide Tour
  - Baw Baw Classic

## Classements mondiaux
| Année            | 2014 | 2015 | 2016 |
| ---------------- | ---- | ---- | ---- |
| UCI America Tour | 357e |      |      |
| UCI Asia Tour    |      |      | 438e |